# چستر (آیداهو)
چستر (به انگلیسی: Chester) یک منطقهٔ مسکونی در ایالات متحده آمریکا است که در شهرستان فرمونت، آیداهو واقع شده‌است. چستر ۱٬۵۴۵٫۹۶ متر بالاتر از سطح دریا واقع شده‌است.